# Pseudoreophax
Pseudoreophax es un género de foraminífero bentónico de la subfamilia Pseudoreophaxinae, de la familia Reophacellidae, de la superfamilia Verneuilinoidea, del suborden Verneuilinina y del orden Lituolida. Su especie tipo es Pseudoreophax cisovnicensis. Su rango cronoestratigráfico abarca desde el Valanginiense hasta el Barremiense inferior (Cretácico inferior).

## Discusión
Clasificaciones previas incluían Pseudoreophax en la subfamilia Verneuilinoidinae de la familia Verneuilinidae, así como en el suborden Textulariina del orden Textulariida, o en el orden Lituolida sin diferenciar el suborden Verneuilinina.

## Clasificación
Pseudoreophax incluye a las siguientes especies:
- Pseudoreophax cisovnicensis †

Otra especie considerada en Pseudoreophax es:
- Pseudoreophax ambigens †, de posición genérica incierta